# Calodia obscurus
Calodia obscurus  (лат.) — вид прыгающих насекомых рода Calodia из семейства цикадок (Cicadellidae). Ориентальная область: Новая Гвинея (Irian) и Филиппины. Длина самцов 7,3-8,0 мм, самок — 8,8-9,1 мм. Общая окраска рыжевато-бурая.
Скутеллюм крупный, его длина больше длины пронотума. Голова мелкая субконическая, отчётливо уже пронотума; лоб узкий. Глаза относительно крупные, полушаровидные, занимают более двух третей дорсальной поверхности головы; оцеллии мелкие. Клипеус длинный, узкий. Эдеагус узкий, с 2 или более субапикальными шипиками.
Сходны по габитусу с Calodia obliqua, отличаясь деталями строения гениталий.